# HCP 115N
HCP 115N (typ nadany przez OBRPS – 115N, typ wprowadzony przez producenta i używany przez przewoźnika – 105N/2, nazwa zwyczajowa – glizda) – pierwszy polski prototypowy częściowo niskopodłogowy tramwaj produkowany w zakładach H. Cegielski w Poznaniu. W 1995 powstał jeden pojazd na bazie dwóch wagonów Konstal 105N należących do MPK Poznań i był eksploatowany do 2006. W 2011 został zezłomowany.

## Historia

### Geneza
Na początku lat 90. podjęto decyzję, że tory budowanego wówczas Poznańskiego Szybkiego Tramwaju zostaną połączone z siecią tramwajową miasta, w związku z czym zaistniała potrzeba zakupu taboru o dużej pojemności. Mimo powodzenia wcześniejszych testów składów złożonych z 4 wagonów typu 105Na, przewoźnik chciał kupić pojazdy niskopodłogowe. Jako że oferta europejskich producentów tramwajów tego typu była poza zasięgiem możliwości finansowych miasta, a na rynku krajowym nie było pojazdu spełniającego wymagania MPK, zdecydowano się na budowę tramwaju nowego typu.

### Produkcja i premiera
W 1994 poznańskie zakłady H. Cegielski odkupiły od MPK wagony typu 105N o numerach bocznych 163 i 164. W tym samym roku poznańskie MPK, z myślą o kolejnych egzemplarzach nowego pojazdu, zakupiło od Przedsiębiorstwa Komunikacji Tramwajowej w Katowicach kolejnych 5 wagonów tego typu. W połowie 1995 ukończono budowę tramwaju o nowej charakterystyce trakcyjnej z wykorzystaniem pojazdów kupionych przez zakłady HCP.
W czerwcu 1995 nowy tramwaj typu 115N został zaprezentowany na Międzynarodowych Targach Poznańskich. Z powodu prac wykończeniowych w elektronice, skład nie mógł wykonać jazd pokazowych.

### Upadek projektu
W 1996 zakłady HCP zaproponowały wagony typu 115N w przetargu na tramwaje niskopodłogowe dla Poznania, ale ich oferta została odrzucona jako niespełniająca wymogów, gdyż MPK chciało zakupić pojazdy fabrycznie nowe. Ponadto ze względu na dużą awaryjność prototypu nie zdecydowano się na produkcję seryjną pojazdu. W związku z tą decyzją wagony kupione od PKT Katowice w celu przebudowy, z wyłączeniem jednego wprowadzonego wcześniej do eksploatacji, zostały rozebrane na części.

## Konstrukcja

### Nadwozie

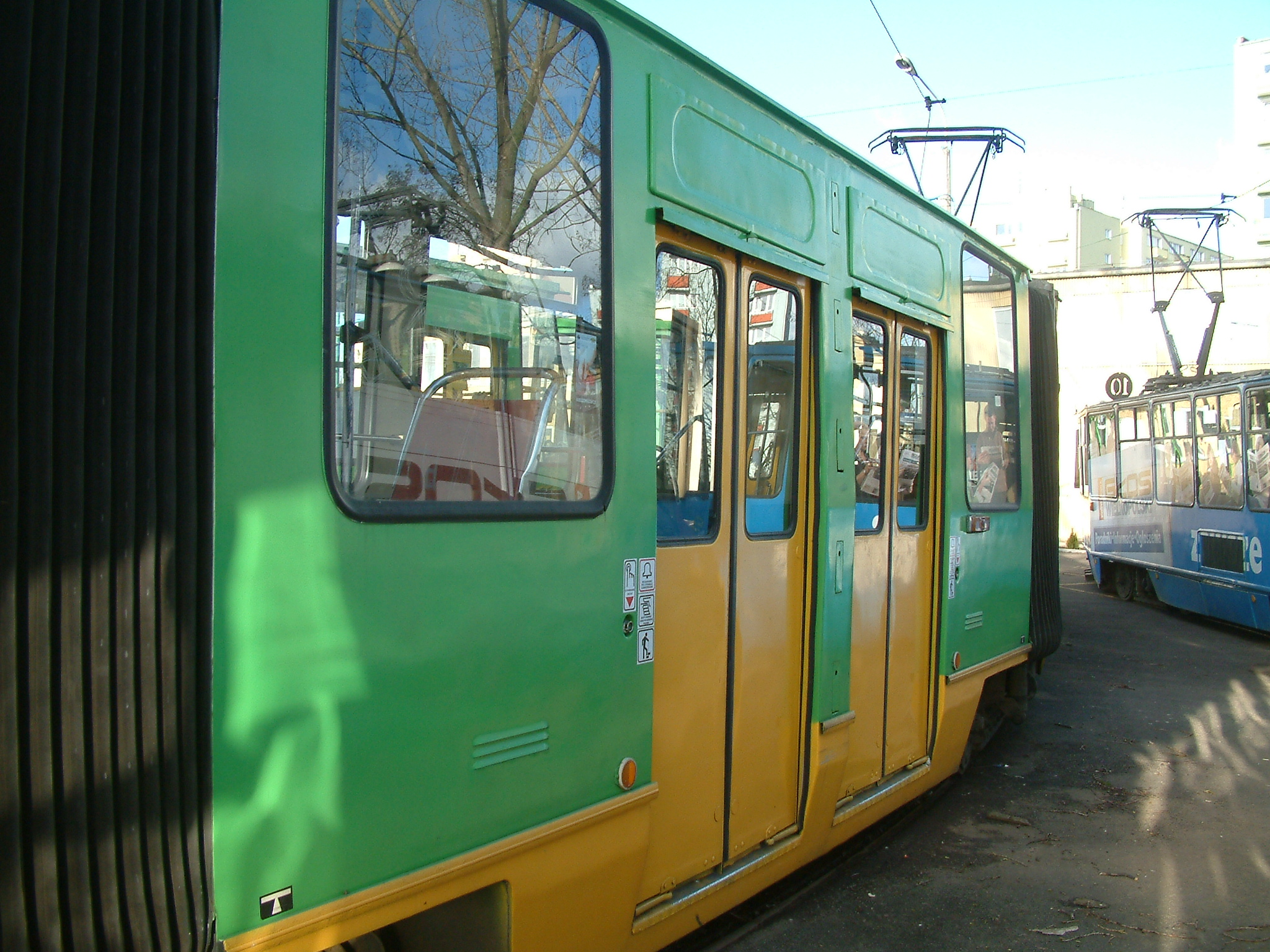
Środkowy człon niskopodłogowy

Tramwaj typu 115N miał 3 człony. Pierwszy i ostatni z nich powstał w wyniku przebudowy zakupionych przez producenta wagonów typu 105N i dostosowania ich do połączenia osłoniętym czarną gumową harmonią przegubem z nowo zbudowanym niskopodłogowym członem środkowym.
Człon środkowy posiadał dwie pary dwuskrzydłowych drzwi. Wszystkie drzwi w pojeździe były plastikowe oraz wyposażone w przyciski indywidualnego otwierania.

### Wnętrze

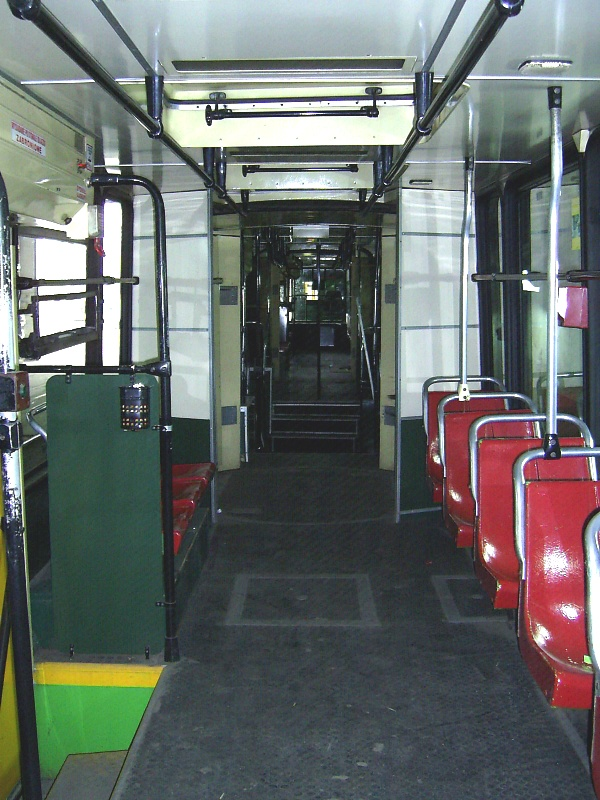
Wnętrze pierwszego członu

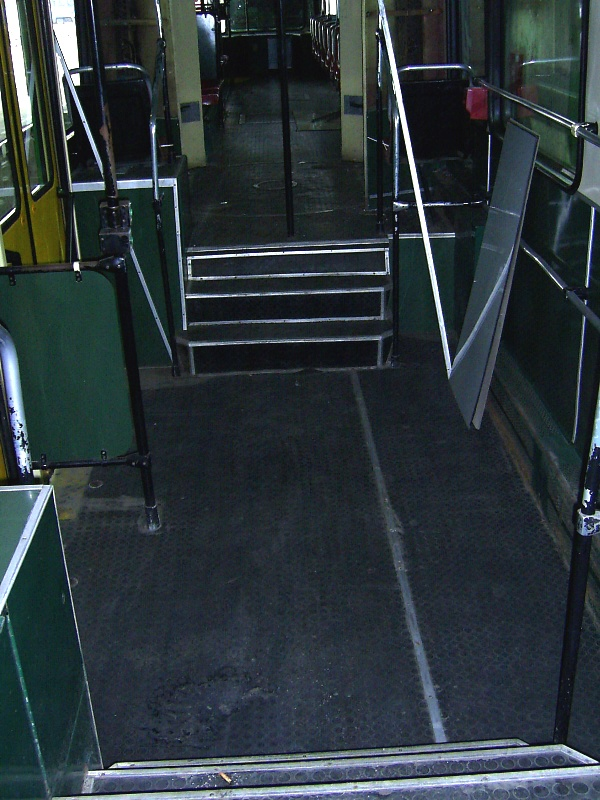
Widok na człon niskopodłogowy

Tramwaj posiadał 34 wandaloodporne miękkie tapicerowane siedzenia. W członach skrajnych było ich po 15, a w nowym członie środkowym 4. Zamontowano okna uchylne.
Niska podłoga w członie środkowym pojazdu znajdowała się na wysokości 350 mm i stanowiła 19,2% długości całego pojazdu. Wyposażenie i rozplanowanie wnętrza członu środkowego przystosowano do przewozu osób niepełnosprawnych na wózkach inwalidzkich i wózków dziecięcych. Wydzielono dla nich 3 miejsca wyposażone w pasy bezwładnościowe.
System informacji pasażerskiej składał się z urządzenia rozgłoszeniowego umieszczonego w pulpicie i obsługiwanego przez motorniczego oraz głośników umieszczonych w suficie. Informacje mogły być odtwarzane z taśmy magnetofonowej lub wygłaszane przez mikrofon. Ponadto na czole pojazdu zamontowano przewijaną tablicę kierunkową.

### Wózki

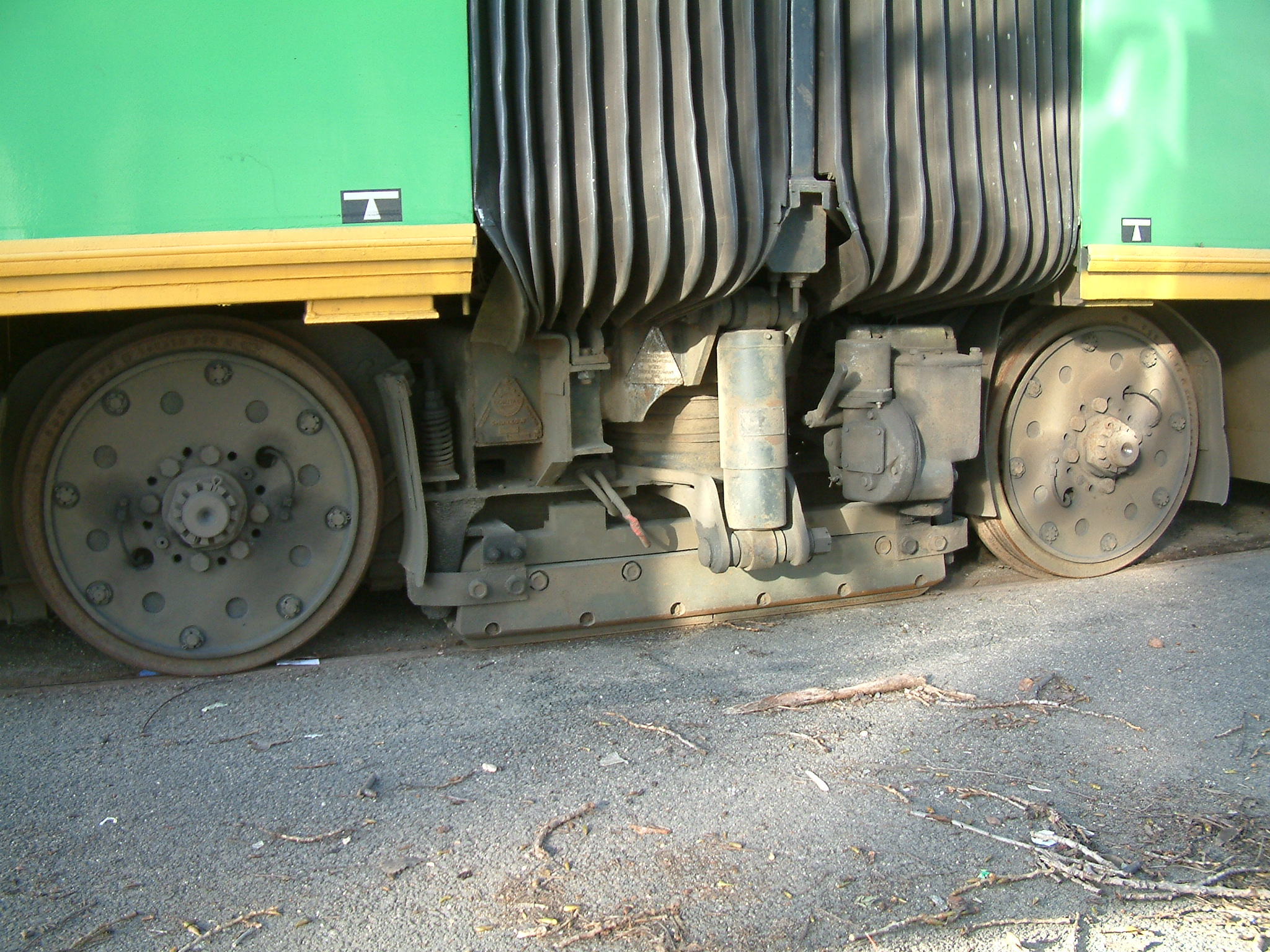
Wózek środkowy

Wszystkie cztery wózki tramwaju były wózkami napędnymi typu 2NN zmodernizowanymi przez HCP. Były one wyposażone w II stopień usprężynowania. Rozstaw osi wynosił 1900 mm. Odległość między wózkami środkowymi wynosiła 7000 mm, a między wózkiem skrajnym i środkowym 6000 mm.

### Układ napędowy
Glizda była zasilana prądem stałym pobieranym z napowietrznej sieci trakcyjnej za pomocą umieszczonego na dachu automatycznie opuszczanego pantografu typu OTK1. Napęd zapewniało 8 silników prądu stałego o mocy 41,5 kW każdy. Układ rozruchu pochodził z tramwaju typu 105Na.

## Eksploatacja
| Państwo | Miasto | Przewoźnik | Liczba sztuk | Numery boczne | Lata dostaw | Lata eksploatacji |             |
| ------- | ------ | ---------- | ------------ | ------------- | ----------- | ----------------- | ----------- |
| Polska  | Poznań | MPK Poznań | 1            | 400           | 1995        | 1995–2006         | [ 4 ] [ 1 ] |

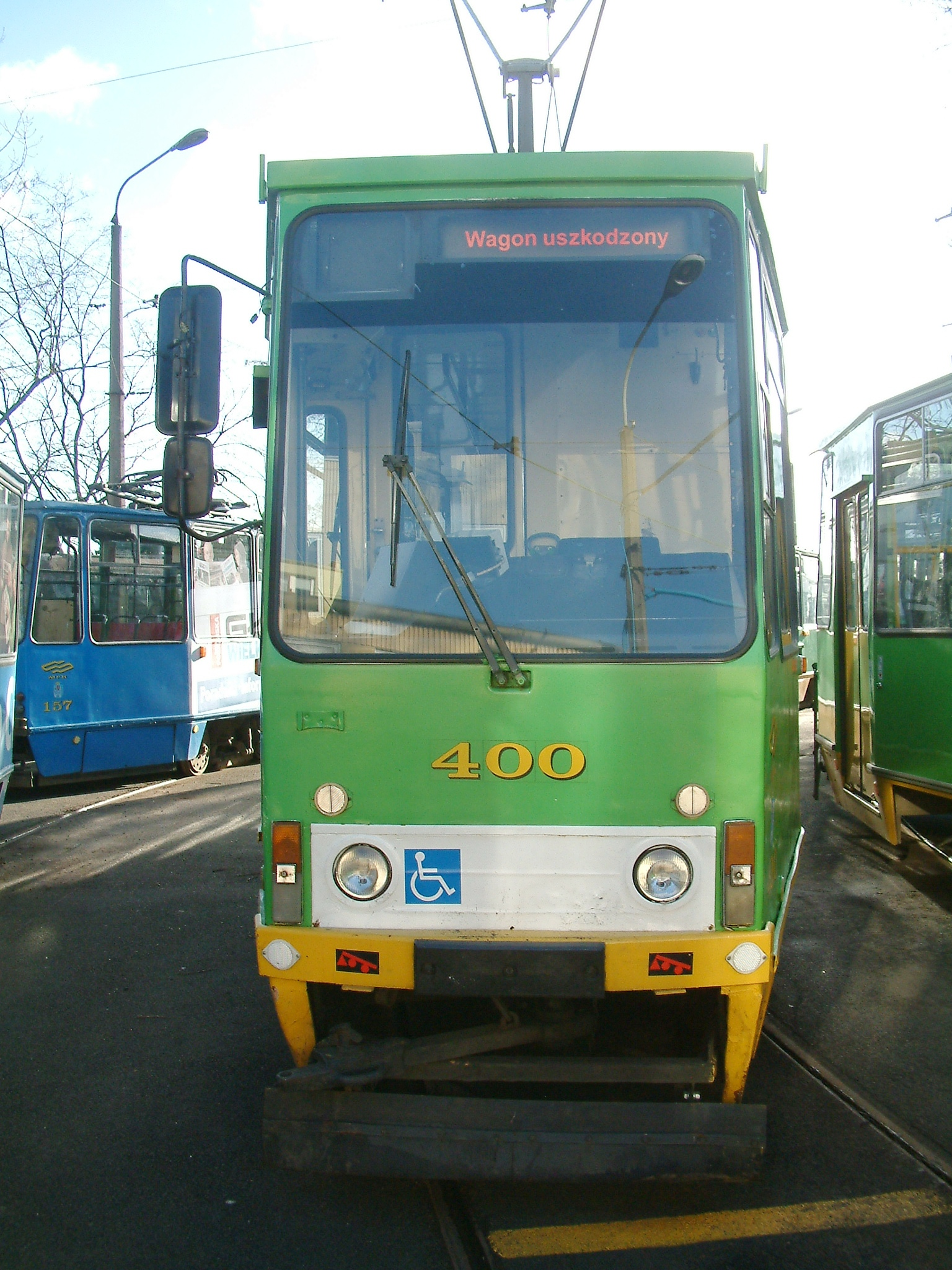
Odstawiona glizda, 2007

12 lipca 1995 glizda została dostarczona na teren MPK Poznań. Nadano jej numer boczny 400 i przydzielono do zajezdni S1 Głogowska. Pojazd otrzymał nowe żółto-jasnozielone barwy przewoźnika.
W połowie września 1995 rozpoczęto eksploatację wagonu numer 400 na linii 6. Jako że wagony typu 105N o numerach 163 i 164, z których powstał nowy tramwaj, skreślono z inwentarza 1 września 1995, a przewoźnik kupił pojazd typu 115N od producenta dopiero 16 grudnia 1996, do tego czasu kursy nowego wagonu zapisywano jako składu dwuwagonowego 105N-163+164. Do chwili uruchomienia PST w 1997 tramwaj typu 115N bardzo rzadko obsługiwał inne trasy. Po tym wydarzeniu sytuacja zmieniła się i pojazd można było spotkać na linii 14 oraz innych trasach obsługiwanych przez zajezdnię Głogowska.
Podczas eksploatacji pierwotnie zamontowane tapicerowane siedzenia wymieniono na takie jak w pojazdach 105N poznańskiego MPK, a czołową tablicę kierunkową zamieniono na kaseton do plastikowych tablic.
Ze względu na częste awarie, głównie drzwi, przetwornic i przewodów przecierających się w przegubach, pojazd był odstawiany, niekiedy nawet na parę miesięcy. Tramwaj nie wyjechał na trasę w okresie od lipca do września 1998, we wrześniu 2000, w wakacje letnie w 2001, od czerwca do sierpnia 2002 i w styczniu 2003.
W maju 2003 pojazd numer 400 wziął udział w akcji Maturalny tramwaj Rexony, w związku z czym obsługiwał linię 5 i przybrał biało-niebiesko-fioletowe barwy. Po wydarzeniu pojazdowi przywrócono pierwotny schemat malowania z wyjątkiem atrapy między przednimi światłami, która pozostała biała i na której widniał niebieski piktogram informujący o przystosowaniu do przewozu osób niepełnosprawnych.
W 2006, ponownie z powodu przetarcia przewodów w przegubie, pojazd zjechał do zajezdni, a następnie został odstawiony na tory odstawcze na Budziszyńskiej. Mimo przygotowanego projektu racjonalizatorskiego mającego wyeliminować wadę wagonu, nie powrócił on już na trasę. Na początku 2008 tramwaj przetransportowano do zakładów Modertrans, skąd niebawem powrócił na tory odstawcze. 14 kwietnia 2010 tramwaj typu 115N został skreślony z inwentarza MPK Poznań, a w sierpniu 2011 został sprzedany Modertransowi. Zabiegano o pozostawienie pojazdu jako eksponat, ale ostatecznie 24 sierpnia 2011 tramwaj opuścił tory odstawcze i dzień później glizda została zezłomowana oraz wywieziona na złomowisko w Śremie.